# Wacław Berent

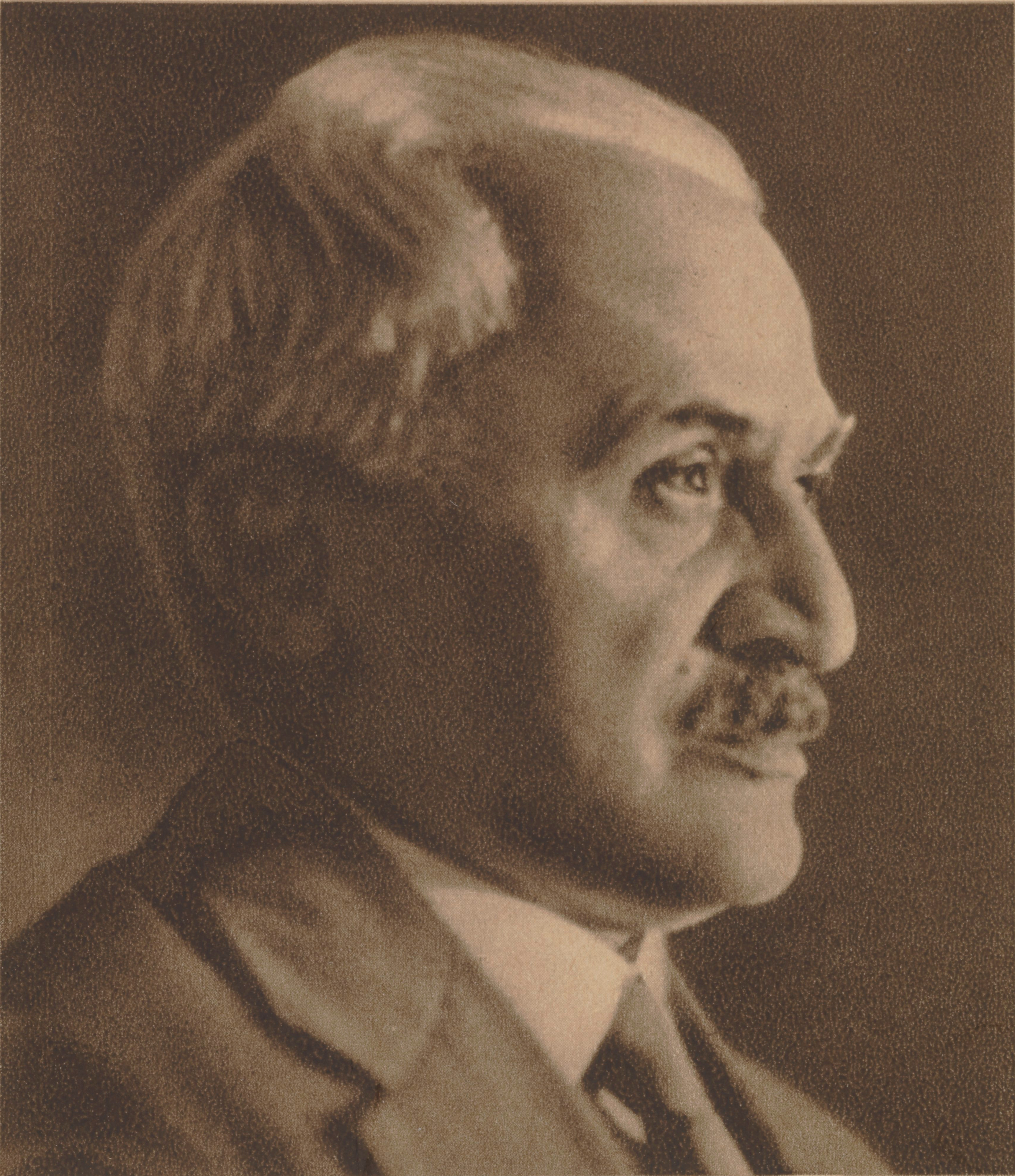
Wacław Berent (um 1936)

Wacław Berent (* 26., 27. oder 28. September 1873 in Warschau; † zwischen 19. und 22. November 1940 ebenda) war ein polnischer Schriftsteller des Jungen Polen.

## Leben
Über das Leben Berents ist wenig bekannt; kurz bevor er starb, vernichtete er sein persönliches Archiv inklusive Korrespondenz.
Geboren wurde er in Warschau als Sohn eines Optikers, dessen Familie ursprünglich aus Kościerzyna (damals Berent) dorthin gezogen war. In Warschau besuchte er das Privatgymnasium von Wojciech Górski. Anschließend studierte er Naturwissenschaften in Krakau, Zürich und München. 1894 debütierte er in der Zeitschrift Ateneum mit der Erzählung Nauczyciel (Lehrer), im selben Jahr folgten Przy niedzieli (Am Sonntag) in der Gazeta Polska. Sowohl dabei wie auch später verwendete er das Pseudonym Władysław Rawicz.
Seine Dissertation schrieb er auf Deutsch zum Thema Zur Kenntnis des Parablastes und der Keimblätterdifferenzierung im Ei der Knochenfische 1895 oder 1896. Während des Studiums hatte er unter anderem Kontakt zu Sozialisten wie Rosa Luxemburg und Julian Marchlewski sowie zur Bohème. Nach der Rückkehr nach Warschau sympathisierte er mit der Polnischen Sozialistischen Partei und war einer der Gründer einer Gesellschaft zur Unterstützung politischer Gefangener. Zudem war er von 1900 bis 1907 ein enger Mitarbeiter der Zeitschrift Chimera. Mit Bronisława Ostrowska war er liiert, später befreundet.
1920 war er Redaktionsmitglied der Monatsschrift Nowy Przegląd Literatury i Sztuki (Neue Literatur- und Kunstschau).
1929 war er Redaktionsleiter des Pamiętnik Warszawski (Warschauer Tagebuch).
Die Angaben zu seinem Todestag sind unterschiedlich; zwischen dem 19. und 22. November 1940.

## Werk

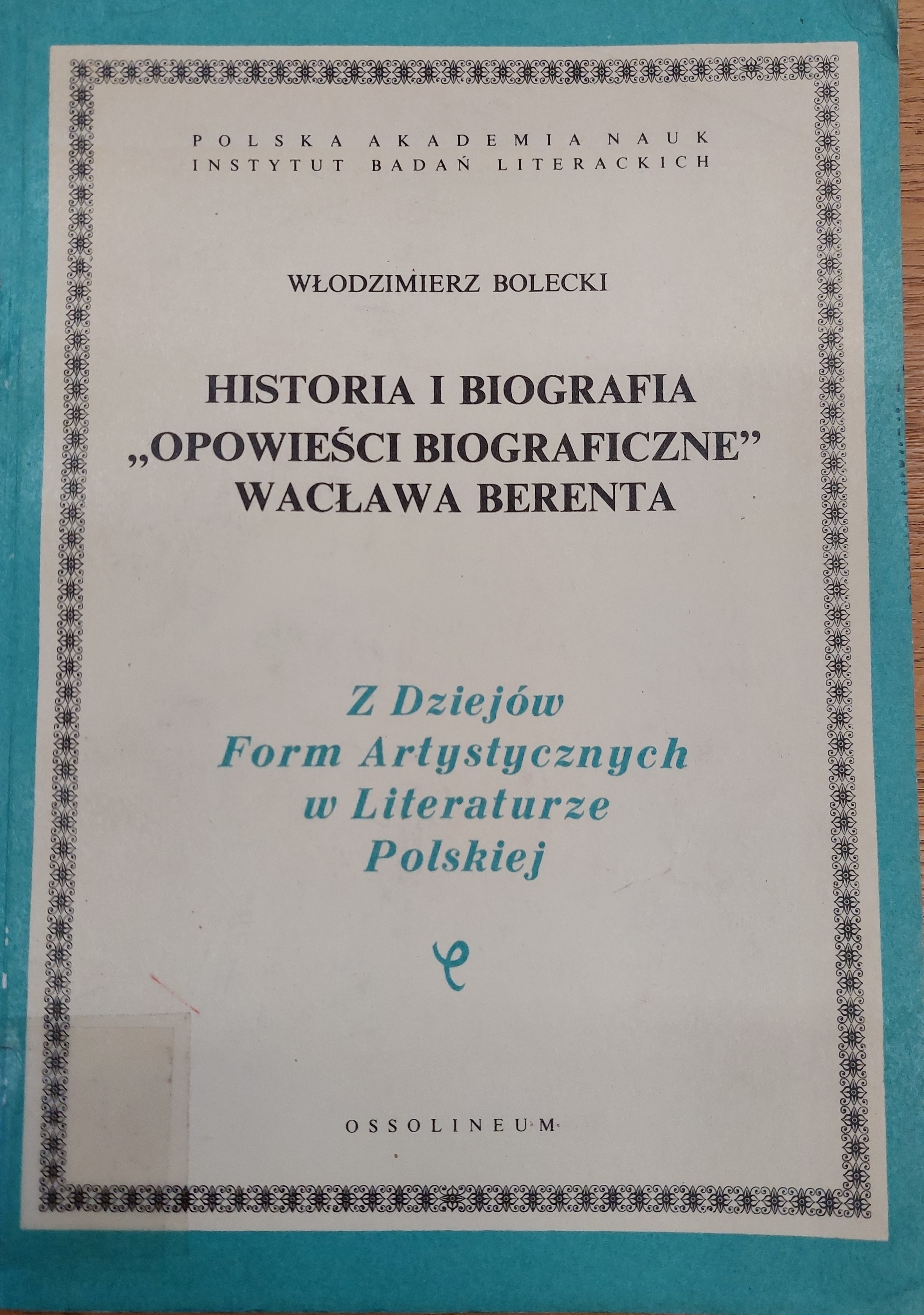
Die Magisterarbeit von Włodzimierz Bolecki erschien 1978 beim Institut für Literaturforschung der Polnischen Akademie der Wissenschaften

Ab 1895 veröffentlichte Wacław Berent naturwissenschaftliche Artikel in der Zeitung Wszechświat (Weltall).
Die vier Romane des Schriftstellers sind alle experimentell und haben keinen großen Leserkreis angesprochen. Trotz allem gilt Berent als einer der bedeutendsten Stilisten der polnischen Sprache.
Sein Debütroman Fachowiec (Fachmann) erschien ebenso 1895. Dieser beschäftigt sich kritisch mit den Idealen des Positivismus und dem Mythos der Klassensolidarität.
1903 erschien der Roman Próchno (morsches Holz, deutsch erschienen als Pestilenz), welcher auf einen allwissenden Erzähler verzichtet und in welchem der Autor auf eine Wertung des Geschehens verzichtet. Der Roman erfuhr eine sehr kontroverse Rezeption.
Im Roman von 1911 Ozimina (Wintersaat) sprechen die handelnden Personen, ohne dass der Autor kennzeichnet, wer spricht. Der Roman wurde allgemein als Aufruf zur Wiederherstellung eines unabhängigen polnischen Staates verstanden.
Der vierte Roman Żywe kamienie (Lebende Steine) wurde noch vor dem Ersten Weltkrieg geschrieben, aber erst 1918 veröffentlicht. Der Roman spielt im 14. Jahrhundert.

## Veröffentlichungen

### Romane
- Nauczyciel 1894
- Fachowiec, 1895
- Próchno, 1903
  - deutsch Pestilenz, Weimar 1986, ISBN 978-3-378-00064-3
- Ozimina, 1911
  - deutsch Wintersaat, Frankfurt am Main 1985, ISBN 978-3-518-03579-5
- Żywe kamienie, 1918

### Essays
- Idea w ruchu rewolucyjnym, 1905/1906
- Onegdaj. Mowa miana przy otwarciu Polskiej Akademii Literatury, 1933
- Diogenes w kontuszu, 1937